# Дванадцята ніч, або Як собі хочете
«Дванадцята ніч, або Як собі хочете» (англ. Twelfth Night, or What You Will; інші переклади назви: «Дванадцята ніч, або Що захочете» (Ю. Андрухович), «Дванадцята ніч, або Як вам завгодно» (калька з рос. мови)) — п'єса, комедія англійського письменника Вільяма Шекспіра на п'ять дій, названа на честь свята дванадцятої ночі у різдвяний сезон (див. «Богоявлення»).
Перша постановка 2 лютого (Стрітення Господнє) 1602 року в юридичній корпорації Мідл-Темпл, Лондон.

## Датування
Імовірно, п'єса закінчена Шекспіром між 1600 і 1601 роками. Головна чоловіча роль — Орсіно, ймовірно, була підказана Віргініо Орсіні (1572—1615), герцогом Браччанським, італійським аристократом, який відвідав Лондон узимку 1600—1601 років.
П'єса не друкувалася до включення в «Перше фоліо» робіт Шекспіра в 1623.

## Персонажі

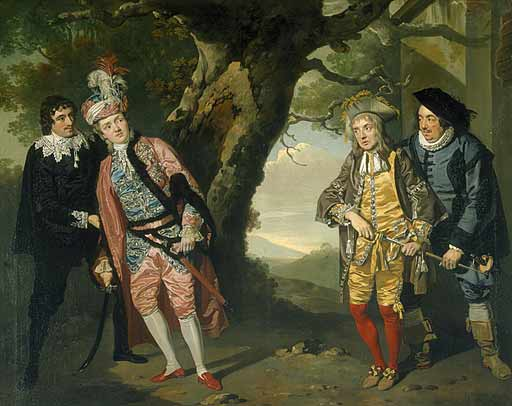
«Дванадцята ніч», сцена з ІІІ акту (Френсіс Вітлі, 1771).
Зліва направо: Себастьян, Віола/Цезаріо, сер Андреа Тряс, сер Тобіо Гик

- Віола — сестра-близнючка Себастьяна; також — Цезаріо;
- Себастьян — брат-близнюк Віоли;
- Орсіно — герцог Іллірії;
- Олівія — багата графиня;
- Малволіо — ключник Олівії;
- Марія — камеристка Олівії;
- сер Тобіо Гик — дядько Олівії;
- сер Андреа Тряс — компаньйон сера Тобі, залицяльник Олівії;
- Фест — блазень;
- Фабіан — слуга Олівії;
- Антоніо — капітан корабля Себастьяна та його друг;
- Валентин і Куріо — дворяни, придворні Орсіно;
- слуга Олівії;
- капітан корабля Віоли;
- священник.

## Сюжет

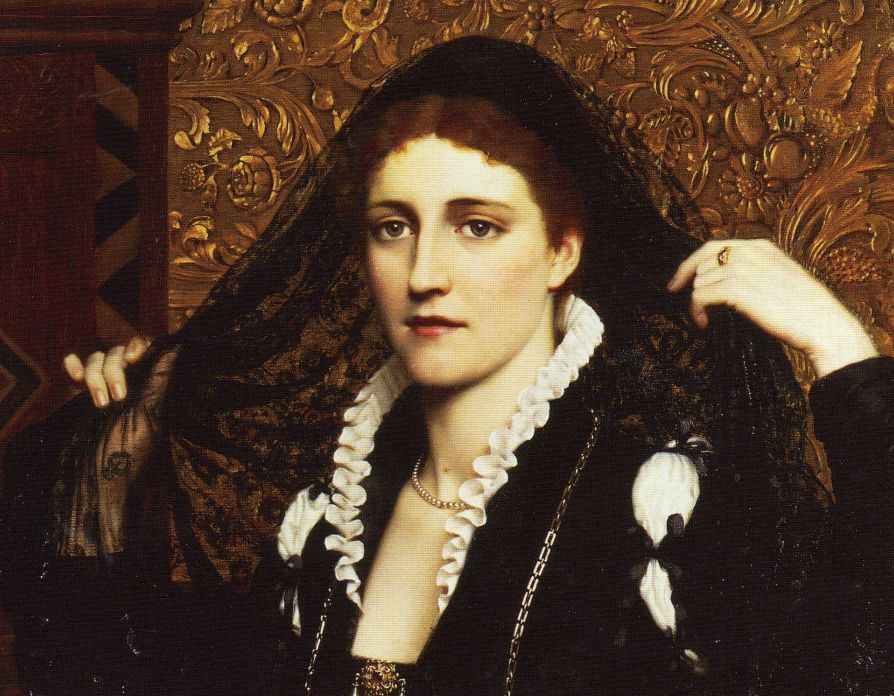
«Олівія» (Едмунд Лейтон, 1887)

Дія комедії відбувається у вигаданій країні — Іллірії. Правитель Іллірії герцог Орсино закоханий у графиню Олівію. Графиня в траурі через смерть брата.
Близнюки — брат і сестра Себастьян і Віола, зазнавши корабельної аварії, опинилися в Іллірії і втратили один одного. Віола переодягнувшись в чоловічий одяг, з'являється при дворі Орсино. Герцогові припав до душі парубок на ймення Цезаріо (це ім'я взяла собі Віола), і він наближає її до себе. Віола закохується в герцога. Орсино цього не помічає і дає своєму новому пажу доручення вирушити до Олівії і спробувати посвататися до неї.
При дворі Олівії живе її дядько сер Тобі — п'яниця і веселун. Він коротає час у спільних пиятиках із сером Ендрю, який також безуспішно прагне уваги Олівії. Цезаріо домагається аудієнції у Олівії і передає їй звістку від Орсино. Справа закінчується несподівано: Олівія ввічливо віддає належне чеснотам герцога, але закохується з першого погляду в його посланця.
У місті, тим часом, з'являється Себастьян, що оплакує свою сестру, вважаючи, що вона загинула. Починається низка непорозумінь. Брата і сестру, надзвичайно схожих один на одного, всі плутають.
У фіналі п'єси Себастьян одружується з Олівією, а Віола, зізнавшись у тому, що вона дівчина, — з Орсино. Дебошира сера Тобі покарано, педантичного економа Мальволіо висміяно.

## Постановки
Ставилася при дворі в 1618 році, під назвою «Мальволіо» — в 1623, в 1741 — в театрі «Друрі-Лейн», Лондон (Орсино — Милі, Себастьян — Мілуорд, Антоніо — Кэшелл, сер Тобі — Шеперд, сер Ендрю — Вудворд, Мальволіо — Маклін, Фесті — Чепмен, Олівія — Клайв, Віола — Питчерд, Марія — місіс Маклін); театр «Хеймаркет» (1856); театр «Ліцеум», Лондон (1884, Мальволіо — Дж. Р. Ірвінг, Віола — Е. Террі).

### Велика Британія і США
Серед пізніших постановок «Дванадцятої ночі» в Англії — «Театр Хіз Маджестис», Лондон (1901, реж. і виконавець ролі Мальволіо — Бірбом-Три);
театр «Олд Вік» (1912, 1916; реж. Харли Гренвил-Бейкер (Harley Granville-Barker), Sadler's Wells Theatre, Лондон) (1931, реж. Ліліан Бейліс (Lilian Baylis), Мальволіо — Джон Гилгудсер Тобі — Ральф Ричардсон; 1937, реж. Гатрі, худ. Мак-Артур, сер Тобі — Лоуренс Олів'є; сер Ендрю — Гинее; 1950, реж. Хонт, Мальволіо — Роджерс, Віола — Пеггі Ешкрофт; 1955, реж. Бенталл, сер Тобі — Данемен, Віола — Джеффорд);
«Фінікс-тиэтр», Лондон (1939, реж. Мітчелл, сер Тобі — Редгрейв, Віола — Ешкрофт), т-рОлд Вік", Брістоль (1954).
Шекспірівський театр, меморіальний Стратфорд-він-Ейвон (1955, реж. Дж. Гилгуд, худ. Прайд, комп. Бріджуотер; Мальволіо — Олів'є; Віола, Себастьян — Вів'єн Лі; Олівія — Одлі; Марія — Бэдэли; 1958, реж. Хол, худ. Л. де Нобілі, комп. Леппард).
«Гілд» театр, Нью-Йорк (1940, реж. Уебстер, Мальволіо — Еванс, Віола — Хейс); Театр в Джефферсон-Сіті, Міссурі, США (1940, реж. Вуд);
Бродвей. Постановка Маргарет Уебстер (Margaret Webster) 1941 року з Maurice Evans в ролі Malvolio and Helen Hayes в ролі Viola.

### Інші країни
У Німеччини «Дванадцяту ніч» ставили: Мейнингенский театр (80-е рр., реж. Кронек, в 1890 показаний на гастролях у Москві); Дрезденський театр (1905, реж. Цейс); Deutsches Theater Берлін (1907, реж. Рейнхардт; Орсино — Гартман, сер Тобі — Дингельман, сер Ендрю — Васман, Мальволіо — Краус, Фесті — Моисси, Олівія — Хеймс, Віола — Тервин); Мюнхенський театр (1908, 1909, 1936); Держ. т-р, Берлін (1937, літ.-сценич. обробка і пост. Грюндгенса, худ. Мюллер).
В інших країнах: т-рВйо коломб'є", Париж (1914); театр «Мандзоні», Рим (1954); Народний т-р «Сава Огнянов», м. Русе, Болгарія (1955, реж. Даніел); Народний театр в Ямболе (1956, реж. і виконавець ролі Мальволіо — Стоянов); Міський театр, р. Жиліна, Чехословаччина (1955); Шекспірівський театр, Стратфорд поблизу Торонто, Канада (1955-56, реж. Гатрі); Театр ім. Словацького, р. Кошалин, Польща (1958); Польський театр, Вроцлав (1959, під назв. «Вечір трьох королів»); театру «Сучасник», Марсель (1958, пост. просто неба, показувалася на фестивалі в Касси, реж. Жерар Халль); театр в Мадрасі, Індія (1959, реж. Р. Шое) та ін.

### В Росії до 1917 року
Перша постановка «Дванадцятої ночі» в Росії — 6 вересня 1867 року, Малий театр, Москва, бенефіс Л. А. Карской, пров. Кронеберга; сер Тобі — В. А. Дмитревскийсер Ендрю — А. Ф. Федотов, Мальволіо — П. М. Садовський, Фесті — В. І. Живокіні, Олівія — Р. Н. Федотова, Віола — Е. Н. Васильєва, Марія — Е. Е. Чумаківська.
1890 — Театр Корша (в бенефіс Свєтловаспектакль відновлений в 1893, в бенефіс Яковлєва); Орсино — Людвиговсер Тобі — Красовський, Язовський, сер Ендрю — Яковлєв, Мальволіо — Светлов, Фесті — Шмитгоф, Боуер, Олівія — А. Я. Глама-Мещерська, Л. Б. Яворська, Віола — Журавльова, Л. Б. Яворська, Марія — Кошева.
1897 — Товариство мистецтва і літератури, Москва, реж. До. С. Станіславський, комп. Корещенко, сер Тобі — В. В. Лужськийсер Ендрю — Р. С. Бурджалов, Мальволіо — К. С. Станіславський.
1899 — Художньо-Загальнодоступний театр, Москва, вул. Кронеберга, реж. До. С. Станіславський і В. В. Лужський, худ. Наврозов, комп. Корещенко; Орсино — А. І. Адашевсер Тобі — В. В. Лужськийсер Ендрю — Р. С. Бурджалов, Мальволіо — В. Е. Мейерхольд, Фабіан — В. Ф. Грибунин, Фесті — Е. О. Ланськой, І. М. Москвін, Олівія — М. Ф. Андрєєва і Е. А. Алєєва, Віола і Себастьян — О. Л. Кніппер, Марія — Е. М. Мунте.
1908 — Малий театр, Петербург, реж. Арбатов.
1908 — Александрінський театр, Петербург, пров. Гнєдича під назвою «Водохресний вечір, або Все, що хочете», реж. Н. Попов.
1912 — Михайлівський театр, Петербург, відкриття серії классич. спектаклів для учнівської молоді силами Александрінського театру, реж. Ракітін.
1913 — Загальнодоступний театр під рук. П. П. Гайдебурова, Петербург, реж. Сазонов; сер Тобі — І. І. Аркадинсер Ендрю — П. П. Гайдебуров.
Широко ставилася «Дванадцята ніч» на провінційній сцені.

### СРСР
4 грудня 1917 — 1-я студія Художнього театру, Москва (пров. Вейнберга, реж. До. С. Станіславський, Сушкевич, худ. Андрєєв і Либаков, комп. Рахманов; Орсино — Вирубок, Антоніо — Афонінсер Тобі — Болеславский, Готовцевсер Ендрю — Смишляєв, Мальволіо — Колін, Чехов, Фесті — Гейрот, Дикий Олівія — В. Алексєєва, Бакланова, Кемпер, Віола і Себастьян — ДурасоваСухачова, Марія — Гиацинтова).
1921 — Великий драматичний театр, Петроград (відновлення 1926, пров. Кронеберга, реж. Н. Петров, декорації — за ескізами Щуко; сер Тобі — Музалєвськийсер Ендрю — Мічурін, Мальволіо — Кровицкий, Ченців, Фесті — Софронов, Віола — Аленева, Яковлєва, Марія — Вольф-Ізраель, Лежен).
1933 — МХАТ 2-й, Москва (реж. Гиацинтова і Готовцев, худ. Фаворський, комп. Рахманов; Орсино — М. Орлов, сер Тобі — Готовцевсер Ендрю — Китаєв, Мальволіо — Азарін, Фабіан — Шахет, Фесті — Зразків, Олівія — Кемпер, Віола і Себастьян — Дурасова, Марія — Гиацинтова).
1935, 1945 — Горьківський театр
1936 — Смоленський театр
1938 — Ленінградського театру Комедії (пров. Лозінського, реж. і худ. Н. П. Акімов, комп. В. В. Желобинский; Орсино — Консовський, Лецкий, Антоніо — Савостьянов, сер Тобі — Тенинсер Ендрю — Суханов, Мальволіо — Веніамінов, Фабіан — Алейников, Фесті — Ханзель, Олівія — Гошева, Скопіна, Віола — Гурецкая, Юнгер, Марія — Зарубина, Сухаревська)
1938 — Тбіліський театр ім. Грибоєдова (реж. Ридаль, худ. Штенберг, комп. Бейер)
1943 — Киргизька драматичний театр (пров. Османова)
1944 — Ленинаканский театр (пров. Даштенца, реж. Аджемян, худ. Свахчян; Орсино — Р. Арутюнян, Пашаян, Кочарян в Акопян, сер Тобі — Зограбян, сер Ендрю — Арцрунян, Мальволіо — Америкян, Фабіан — Рштуні, Елоян, Чолохян, Фесті — А. Арутюнян, Олівія — Бероян, Абалян, Віола — Аракелян, Карапетян, Вардересян, Марія — Бохян)
1945 — Малий театр, Москва (пров. Лозінського, вірші С. Я. Маршака, реж. Дудін, худ. Риндін, комп. Шапорин)
Мінський російський театр; Одеський театр ім. Жовтневої революції (1945), Театр ім. Азизбекова (1946, пров. Ібрагімова, реж. Мамедов, відновлення 1954); Свердловський театр драми (1948, реж. В. С. Битюцкий); Театр ім. Марджанішвілі (1950, реж. Чіаурелі);, Ленингр. театр ім. Пушкіна (1951, реж. Вів'єн, худ. Тишлер); Воронезький театр (1951); Художній театр Латвійської РСР (1951, реж. Креслинь, Тетеря і Эртнер, худ. Вилці, комп. Заринь); Московський драматичний театр (1953); Саратовський театр (1953); Північно-Осетинський театр, Орджонікідзе (1954); МХАТ (1955); Закарпатський укр. театр, Ужгород (1955).
1975 — «Сучасник», постановка Пітера Джеймса (Англія), художник — Йосип Сумбаташвілі, композитор — Д. Кривицький, переклад Давида Самойлова. Телевистава — 1978 р.
6 січня 1990 — «Майстерня Петра Фоменка», режисер Е. Б. Каменькович.
18 травня 2003 р., реж. Деклан Донелланн, Художник Нік Ормерод. Міжнародний театральний фестиваль ім. А. П. Чехова спільно з театром «Чик Бай Джаул».
15 листопада 2003 р., режисер Г. И. Дитятковский, художник М. Ц. Азизян. Великий Драматичний Театр ім. Г. А. Товстоногова. Орсино — В.Реутов, Олівія — П.Толстун, Фесті — А.фрейндліх, Віола/Цезаріо — М.Лаврова.

### Україна
- Львівський академічний театр імені Леся Курбаса з 2015 року у своєму репертуарі має п'єсу KLIM'а «…п'єса Шекспіра „12 ніч“, зіграна акторами далекої від Англії країни, що і не знали ніколи слів Шекспіра…», що містить в собі п'єсу Шекспіра.[6]
- У 2019 році був представлений «Project W» — волонтерський проект в якому задіяні ветерани та волонтери російсько — Української війни, вистава в одну дію мовою оригіналу, проект показує як ветерани поставивши собі мету, вивчили англійську і поставили виставу не гіршу ніж професіонали…

## Екранізація
У СРСР екранізувався в 1955 році, фільм «Дванадцята ніч» з Георгієм Віциним (Сер Ендрю), Аллою Ларіоновою (Олівія), Кларою Лучко (Віола / Себастьян), Василем Меркур'євим (Мальволіо), Михайлом Яншиним (Сер Тобі).
У 2006 році був знятий американський фільм «Вона — чоловік» формально відповідний за сюжетом шекспіровій «Дванадцятої ночі» (про що йдеться в титрах фільму). Віола та її брат Себастьян, Дюк Орсіно і його друг Тобі — персонажі фільму повністю відповідають п'єсі.